# Departamento de Puchacay
El Departamento de Puchacay, o Departamento de Puchacai (del mapudungún: pu chakay ‘en los espinos’), es una antigua división territorial de Chile, que pertenecía a la Provincia de Concepción. La cabecera del departamento fue Florida. Corresponde a la antigua Delegación de Puchacay, del que con ley de 10 de enero de 1884 se segregó la subdelegación 6.ª de Palomares y subdelegación 5.ª de Hualqui, que fue incorporado al Departamento de Concepción. Con el decreto supremo de 12 de noviembre de 1885, se reorganiza el departamento. Posteriormente fue suprimido con el DFL 8582 del 30 de diciembre de 1927, incorporándose las subdelegaciones de 1.ª Florida, 4.ª Copiulemu y 5.ª Poñén (Comuna de Florida) al nuevo Departamento de Concepción, y la 2.ª Quillón y 3.ª Cerro Negro (Comuna de Quillón) al nuevo Departamento de Bulnes.

## Límites
El Departamento de Puchacay limitaba:
- al norte con el río Itata y el Departamento de Itata.
- al oeste con el Departamento de Coelemu, y el Departamento de Concepción.
- al sur con el Departamento de Concepción.
- Al este con el Departamento de Rere

## Administración
La administración local del departamento estuvo en Florida. 
Con el Decreto de Creación de Municipalidades del 22 de diciembre de 1891, se crean las siguientes municipalidades con sus sedes y cuyos territorios son las subdelegaciones detalladas a continuación:
| Municipalidad Sede | Subdelegaciones  |
| ------------------ | ---------------- |
| Florida            | 1.ª, Florida     |
| Florida            | 4.ª, Copiulemu   |
| Florida            | 5.ª, Poñen       |
| Quillón            | 2.ª, Quillón     |
| Quillón            | 3.ª, Cerro Negro |

## Subdelegaciones
En el año 1871, el Departamento de Puchacay se estructuraba de la siguiente forma:
| Subdelegación    | Distrito         |
| ---------------- | ---------------- |
| 1.ª, Florida     | 1.º, Florida     |
| 1.ª, Florida     | 2.º, Florida     |
| 1.ª, Florida     | 3.º, Casablanca  |
| 1.ª, Florida     | 4.º, Panquehue   |
| 1.ª, Florida     | 5.º, Curapalihue |
| 2.ª, Quillón     | 1.º              |
| 2.ª, Quillón     | 2.º              |
| 2.ª, Quillón     | 3.º              |
| 2.ª, Quillón     | 4.º              |
| 2.ª, Quillón     | 5.º              |
| 3.ª, Cerro Negro | 1°               |
| 3.ª, Cerro Negro | 2°               |
| 3.ª, Cerro Negro | 3°               |
| 3.ª, Cerro Negro | 4°               |
| 4.ª, Parrón      | 1°               |
| 4.ª, Parrón      | 2°               |
| 4.ª, Parrón      | 3°               |
| 4.ª, Parrón      | 4°               |
| 4.ª, Parrón      | 5°               |
| 4.ª, Parrón      | 6°, Caipo        |
| 5.ª, Hualqui     | 1°               |
| 5.ª, Hualqui     | 2°               |
| 5.ª, Hualqui     | 3°               |
| 5.ª, Hualqui     | 4°               |
| 5.ª, Hualqui     | 5°               |
| 5.ª, Hualqui     | 6°               |
| 6.ª, Palomares   | 1°               |
| 6.ª, Palomares   | 2°               |
| 6.ª, Palomares   | 3°               |
| 6.ª, Palomares   | 4°               |
| 6.ª, Palomares   | 5°               |
| 6.ª, Palomares   | 6°               |
| 7.ª, Poñén       | 1°, Camarico     |
| 7.ª, Poñén       | 2°, Dihueno      |
| 7.ª, Poñén       | 3°, Poñén        |

Elaborado a partir de: Anuario Estadístico de la República de Chile correspondiente a los años 1870 y 1871, 1871, Imprenta Nacional, Santiago, Chile.
Las subdelegaciones fijadas de acuerdo al decreto del 12 de noviembre de 1885, son:
| Subdelegación    | Distrito                     |
| ---------------- | ---------------------------- |
| 1.ª, Florida     | 1.º, Lincura                 |
| 1.ª, Florida     | 2.º, Palmas                  |
| 1.ª, Florida     | 3.º, Panquegua               |
| 1.ª, Florida     | 4.º, Trecacura               |
| 1.ª, Florida     | 5.º, Quebrada de Rifos       |
| 2.ª, Quillón     | 1.º, Quillón                 |
| 2.ª, Quillón     | 2.º, Baúl                    |
| 2.ª, Quillón     | 3.º, Collanco                |
| 2.ª, Quillón     | 4.º, Nitihue (Peña Blanca)   |
| 2.ª, Quillón     | 5°, Santa Ana (Quitrico)     |
| 3.ª, Cerro Negro | 1°, Chancal                  |
| 3.ª, Cerro Negro | 2°, Paso Hondo               |
| 3.ª, Cerro Negro | 3°, Huenucheo                |
| 3.ª, Cerro Negro | 4°, Cerro Negro              |
| 4.ª, Copiulemu   | 1°, San Joaquín              |
| 4.ª, Copiulemu   | 2°, Caipo                    |
| 4.ª, Copiulemu   | 3°, Pitrileo (Hornillos)     |
| 4.ª, Copiulemu   | 4°, Peninhueque (Quitreleo)  |
| 4.ª, Copiulemu   | 5°, El Rosario (Peninhueque) |
| 4.ª, Copiulemu   | 6°, Hornillos (Copiulemu)    |
| 5.ª, Poñén       | 1°, Camarico                 |
| 5.ª, Poñén       | 2°, Dibueno                  |
| 5.ª, Poñén       | 3°, El Ciego                 |

Elaborado a partir de: Memoria presentada al Supremo Gobierno por la Comisión Central del Censo, 1908, Santiago, Chile.

## Diccionario Geográfico de Chile de 1899
Puchacay (Departamento de).-—Pertenece á la provincia de Concepción y es su capital la ciudad de Florida. Confina al N. con el departamento de Coelemu por el límite sur de éste desde el desagüe del riachuelo de Quitrico hasta el extremo norte del término oriental del departamento de Concepción, el cual á su vez lo separa por el O. desde ese punto hasta la unión del riachuelo Millahue con el Quilacoya; al S. confina con el departamento de Rere por una línea que, desde esa confluencia, corre hacia el oriente por el cerro de Quinel hasta Guallepén; y al E., con la provincia de Ñuble por el río Itata, desde el indicado Guallepén hasta la entrada del Quitrico en este río. Abraza 1,428 kilómetros cuadrados de superficie, algo desigual por lomas barrancosas y por ramificaciones de los cerros de Cayumanque, Dihuenu, Queime, Quinel y otros, cuyas laderas se cubren de viñedos que producen excelentes vinos. Produce asimismo regulares cosechas de cereales y otros frutos agrícolas y cría algún ganado. En sus quiebras se suele encontrar oro en polvo y en años anteriores lo hubo en notable abundancia. Cuenta una población de 24,137 habitantes y contiene los pueblos, aldeas y caseríos de su capital, Cerro Negro, Copiulemu, Coyanco, Curapalihue, Poñén, Quillón, Quitrico y algún otro. Se divide en cinco subdelegaciones de las cuales; las de Copiulemu, Florida y Poñén, comprenden el territorio de la municipalidad de Florida; y las de Cerro Negro y Quillón, el de la de esta aldea. La ley de 10 de Enero de 1884 le desmembró parte de su sección occidental y la incorporó al departamento de Concepción.
 Diccionario Geográfico de la República de Chile  (1899) de Francisco Solano Asta-Buruaga y Cienfuegos.